# أسرة أورليان
أسرة أورليان (الفرنسية: maison d'Orléans)؛ أو أسرة أورليان الرابعة أو أسرة أورليان-بوربون؛ وهو أحد فروع آل بوربون الكابيتية، مؤسس هذه الأسرة هو فيليب الفرنسي (1640-1701)، دوق أورليان؛ بحيث اكتسبت هذه الأسرة اسمها من الإقطاعية، فهو الابن الأصغر لـ لويس الثالث عشر ملك فرنسا وآنا الإسبانية وشقيق الملك لويس الرابع عشر، الأمير فيليب تلقى دوقية أنجو منذ ولادته قبل أن يكتسب دوقية أورليان بعد وفاة عمه غاستون في 1661 دون ورثة من الذكور، فيليب كان لديه ستة أبناء من زوجتين هنريتا الإنجليزية وإليزابيث شارلوت البالاتيناتية.
ومع ذلك واحد من أولاده الثلاثة وصل فقط إلى سن البلوغ فيليبي كونت شارتر، في حين الأخران توفوا في مرحلة الطفولة، وفي 9 يونيو 1701 أصبح خليفة والده علي دوقية أورليان بعد وفاته، كان بين عامي 1715 حتى 1723 وصي المملكة على الملك القاصر لويس الخامس عشر، وفضلاً عن ذلك هو جد الثالث لـ لويس فيليب الثاني الذي أصبح ملك الفرنسيين من 1830 حتى 1848، وأيضا هم أسلاف مطالبون أورليان بالعرش الفرنسي.

## تاريخها

### خلفية عامة
أصبح من التقاليد الشائعة في فترة النظام القديم في فرنسا أن تُمنح دوقية أورليان لابن الأصغر للملك (ويكون الناجي الثاني عادةً) حصةً له، لذلك كان كل فرع من أسرة اورليان منحدرًا من أمير صغير، ولكن كانوا دومًا من أقرب أقرباء الملك صلةً من خط الذكور، وطمحوا في الوصول للعرش نفسه بعض الأحيان، وخلفوا أحيانًا أخرى، كان للفروع أحفاد معاصرون على قيد الحياة، وتواجد فرعان من أسرة بوربون أورليان في البلاط خلال عهد لويس الرابع عشر، ضم الفرع الأكبر الأمير غاستون، دوق أنجو والابن الأصغر للملك هنري الرابع، وبناته الأربعة من زوجتيه.
أصبح الأمير غاستون دوق أورليان منذ عام 1626، وحمل هذا اللقب حتى وفاته عام 1660، وعقب وفاة غاستون عادت ملكية دوقية أورليان إلى الملك وأعطاها لأخيه الأصغر الأمير فيليب والذي أصبح دوق أورليان، عُرف غاستون في البلاط باسم لو غراند مسيو («السيد الكبير»)، وكان يُطلق على فيليب اسم لو بتيت مسيو («السيد الصغير») حين كان الأميران كلاهما على قيد الحياة.

### التأسيس
أسس فيليب وزوجته الثانية، كاتبة البلاط الشهيرة إليزابيث شارلوت من منطقة بالاتينات، أسرة بوربون أورليان الحديثة. قبل ذلك، عُرف فيليب على أنه دوق أنجو، حاله حال الأمير غاستون، إلى جانب حصوله على أملاك أورليان، مُنح أيضًا دوقيتي فالوا وشارتر، وأصبح دوق شارتر لقب المجاملة الذي عُرف من خلاله الورثة الظاهرون لدوقات أورليان خلال حياة آبائهم، أصبح دوق أورليان هو الوريث المرجح للتاج قبل ولادة ابن الملك الدوفين لويس. بقي شاغلًا لمنصب رفيع في البلاط حتى وفاته عام 1701.
عمل الابن الناجي فيليب الثاني وصيًا على فرنسا للشاب لويس الخامس عشر، وبصفته ابن فرنسا، كان يتبع اسم فيليب بلقب الفرنسي، ورث ابنه دوقية أورليان بعد وفاته، ولكنه اعتُبر حفيدًا لفرنسا، ورث اسم أورليان (الذي أورثه لنسله) من اللقب الرئيسي لوالده. تمتع أول دوقان، بصفتهما الابن والحفيد من ناحية الأب على التوالي من نسل ملك فرنسا، بالحق في لقب صاحب السمو، عُرف فيليب الأول رغم ذلك بلقب السيد، إذ كان ذلك الاسم الخاص للأخ الأكبر للملك في البلاط الفرنسي.
تلا فيليب الثاني ابنه الشرعي الوحيد لويس داورليان في منصب الدوق، وتمتع بحق الحصول على لقب السمو الأميري بصفته أميرًا بالدم (وليًا للعهد). بعد عام 1709، صُنف كبار فرع أورليان في أسرة بوربون على أنهم الأمراء الأولون عبر الدم، وبذلك أصبح من الممكن مخاطبة الدوقات بقلب السيد الأمير (وهو لقب لم يستخدموه رغم ذلك). كان الأهم من ذلك كله أنه في غياب وريث لعرش فرنسا من الأسرة المباشرة للملك، كانت عائلة أورليان صاحبة الحق الشرعي في العرش.

### الوصاية
عند وفاة لويس الرابع عشر في سبتمبر 1715، كان الملك الجديد لويس الخامس عشر، يبلغ من العمر خمس سنوات فقط، حكم البلاد قريب الملك الجديد الأكبر سنًا فيليب الثاني داورليان، وعمل وصيًا على فرنسا. تُعرف هذه الفترة في التاريخ الفرنسي باسم الوصاية (La Régence)، ومنحت أسرة أورليان مكانة بارزة ودورًا سياسيًا في فرنسا حين كان الملك قاصرًا، حكم الوصي فرنسا من منزل عائلته في باريس، الذي كان القصر الملكي، في حين سكن لويس الخامس عشر الشاب في قصر اللوفر الذي كان مقابل القصر الملكي.
في يناير 1723، أصبح لويس الخامس عشر بالغًا وبدأ في حكم البلاد بمفرده. نقل الملك الشاب البلاط إلى فرساي، وفي ديسمبر  توفي فيليب الثاني وخلفه ابنه لويس دورليان في منصب الدوق الثالث، والأهم من ذلك اعتبر الوريث المفترض لفرنسا. مع ذلك، كانت رتبته عند ولادته (باعتباره حفيدًا أكبر لملك فرنسي) أميرًا بالدم/وليًا للعهد، فشكل لقب أمير الدم الأولي مرتبة أعلى، واستخدمه هو ونسله من منذ ذلك الحين فما بعد.

### حكم لويس الخامس عشر
اختلف لويس دورليان عن والده في نواحٍ عديدة، إذ كان منطويًا على ذاته بطبيعته ومتدينًا للغاية، كان ما يزال في العشرينيات من عمره حين أصبح أرملًا، ولكنه لم يتزوج مرة أخرى بعد وفاة زوجته، ولم يُعرف عنه أنه اتخذ عشيقة على الإطلاق، توفي في دير مار جنفييف في باريس.
كان ابنه لويس فيليب الأول دوق أورليان هو الرابع من نسله ممن حملوا هذا اللقب. بعد أن حصل على مهنة عسكرية متميزة، قرر أن يعيش بهدوء مع عشيقته (التي أصبحت زوجته المرغنطية لاحقًا)، وهي الماركيزة دي مونتيسون، في قصر سانت أسيزي.

## علم الأنساب
- لويس الثالث عشر، ملك فرنسا ونافارا (1601-1643)
  -  فيليبي الأول، دوق أورليان (1640-1701)
    - فيليبي الثاني، دوق أورليان (1674-1723)
      - لويس، دوق أورليان (1703-1752)
        - لويس فيليب الأول، دوق أورليان (1725-1785)
          - لويس فيليب الثاني، دوق أورليان (1747-1793)
            -  لويس فيليبي الأول، ملك الفرنسيين (1773-1850)
              - الأمير فرديناند فيليبي، دوق أورليان (1810-1842)
                -  فيليبي، « كونت باريس » (1838-1894)
                  -  فيليبي، «دوق أورليان» (1869-1926)

                -  الأمير روبرت، دوق شارتر (1840-1910)
                  -  جان، دوق غيز (1874-1940)
                    -  هنري، كونت باريس (1908-1999)
                      -  هنري، كونت باريس دوق فرنسا (1933-2019)
                        - الأمير فرانسوا، «دوفين فرنسا» (1961-2017)
                        -  جان، كونت باريس (م.1965)
                          - الأمير غاستون، «دوفين فرنسا» (م.2009)
                          - الأمير جوزيف (م.2016)
                          - الأمير ألفونس (م.2023)

                        - الأمير يودس، «دوق أنغوليم» (م.1968)

## معرض صور

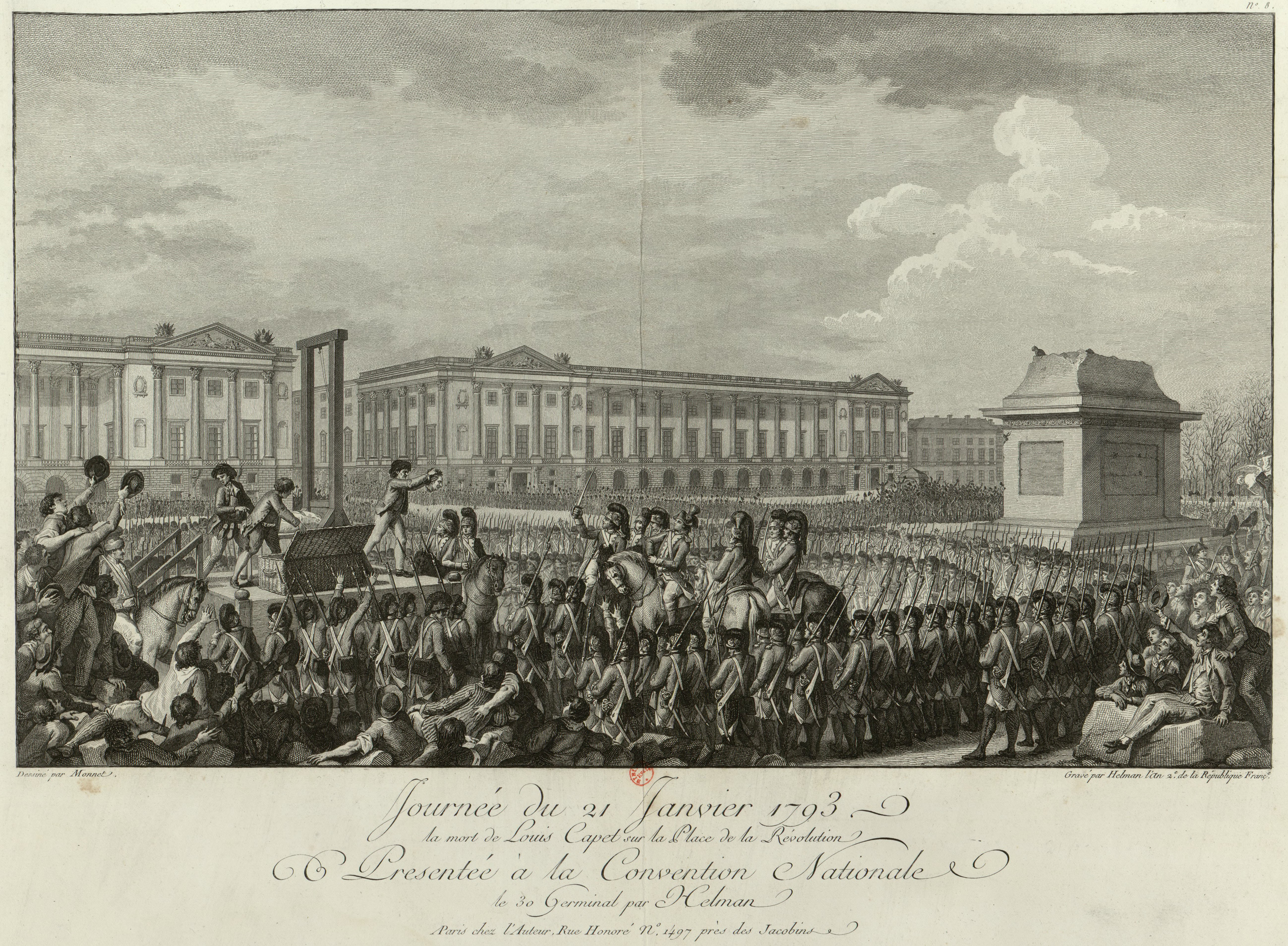
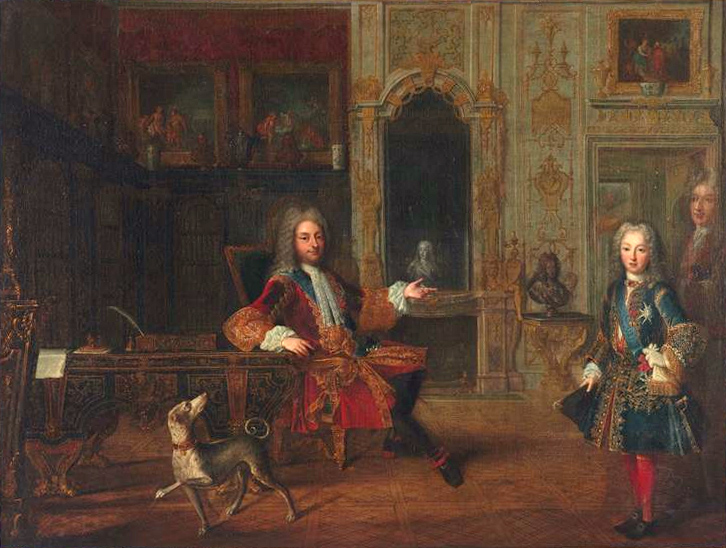
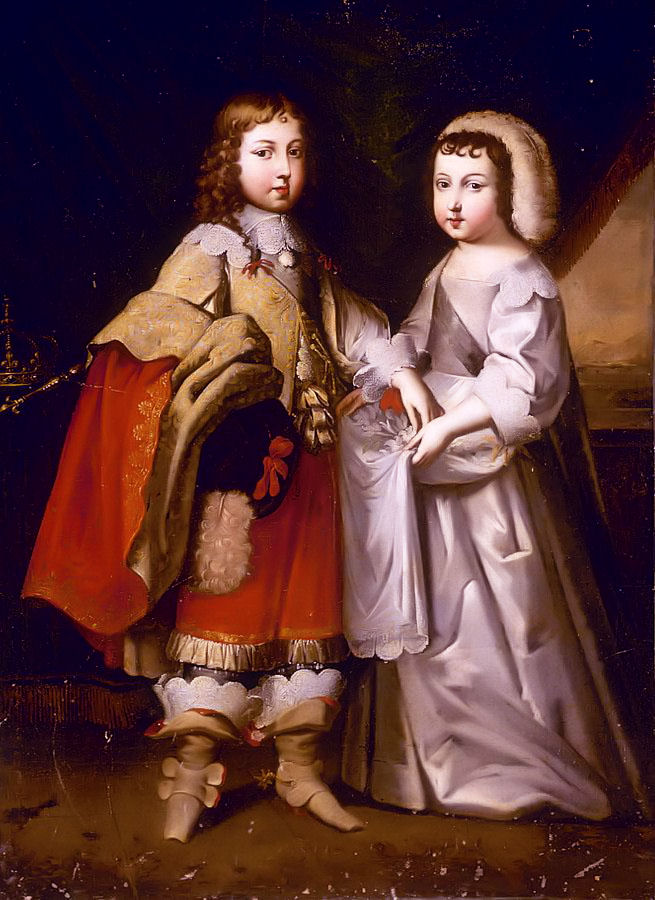